# Parlamentswahl in Georgien 2008
Die Parlamentswahl in Georgien 2008 fand am 21. Mai 2008 statt. Die Partei des regierenden Präsidenten Micheil Saakaschwili gewann 119 der 150 Parlamentssitze und damit eine Dreiviertelmehrheit im Parlament.

## Vorverlegung des Wahltermins
Nach massiven Protesten der Opposition gegen Präsident Saakaschwili im November 2007, die bis zur Verhängung des Ausnahmezustandes durch den Präsidenten führten, erklärte sich dieser bereit, im Januar 2008 eine vorgezogene Präsidentschaftswahl durchzuführen. Bei der Präsidentschaftswahl am 6. Januar 2008, die Saakaschwili erneut gewann, gab es auch zwei Volksentscheide: zum einen ging es um die Frage, ob der Wahltermin für die Parlamentswahl vom Oktober 2008 auf Mai 2008 vorverlegt werden sollte und zum anderen um die Frage, ob Georgien sich um eine Aufnahme in die NATO bemühen sollte. Beide Volksentscheide wurden von jeweils mehr als 75 % der Wähler positiv beantwortet. Aus diesem Grund fand die Parlamentswahl schon am 21. Mai 2008 statt.

## Die Parteien und Koalitionen, Situation vor der Wahl
Bei der Wahl konkurrierten die Partei des Präsidenten Micheil Saakaschwili ENM gegen den Vereinten Nationalrat, ein Oppositionsbündnis aus insgesamt neun Parteien, das von Lewan Gatschetschiladse angeführt wurde.
Im April 2008 offenbarte sich ein tiefgreifendes Zerwürfnis in der Regierungspartei ENM. Parlamentspräsidentin Nino Burdschanadse und ihre Anhänger wurden bei der Zusammensetzung der ENM-Kandidatenliste ausgebootet. 2004 durften sie noch 20 der Listenplätze besetzen, 2008 deutlich weniger. Burdschanadse trat daraufhin nicht mehr als Kandidatin zur Parlamentswahl an und erklärte: „Ich habe versucht, jene neuen Gesichter auf die Kandidatenliste zu bringen, die nach meiner Auffassung wirklich sehr nützlich für unser Land wären, die sich weiteren wichtigen Reformen verpflichtet fühlen, neue, humanere Strategien einführen würden. Ich bin sicher, dass ohne dringende, und bedeutsame Neuheiten es in vielerlei Hinsicht schwierig wird, das Land effektiv weiterzuentwickeln.“
Zwar war ganz Georgien zur Wahl aufgerufen. De facto konnten jedoch in den Regionen Südossetien und Abchasien keine bzw. nur ganz vereinzelt Stimmen abgegeben werden, da diese Gebiete nicht unter der Kontrolle der georgischen Zentralregierung standen. Auch wegen des erneut aufgeflammten Konfliktes um Abchasien fanden die Wahlen in sehr angespannter Stimmung statt. Präsident Saakaschwili rief seine Landsleute angesichts der drängenden innen- und außenpolitischen Probleme des Landes zu nationaler Geschlossenheit auf. Der Ablauf der Wahl wurde von mehr als 500 internationalen, eigens angereisten Beobachtern verschiedener Organisationen kritisch begleitet.

## Unregelmäßigkeiten während der Wahl
Am 29. Mai 2008 gab die Zentrale Wahlkommission Georgiens bekannt, dass die Wahlergebnisse in 27 Wahllokalen annulliert werden sollen, da dort gravierende Unregelmäßigkeiten während der Wahl aufgetreten seien. Durch richterliche Anordnung wurden die Wahlergebnisse in 12 weiteren Wahllokalen für ungültig erklärt. Damit waren 39 der etwa 3600 Abstimmungslokale ungültig. 

## Direkt nach der Wahl, internationale Reaktionen
Die Opposition bezeichnete die Wahlergebnisse vor Bekanntwerden der ersten Wahlprognosen als manipuliert und rief zu Protesten auf. Laut Meinungsumfragen direkt nach der Wahl gewann die ENM die Wahl mit einer eindeutigen Mehrheit.
Lewan Gatschetschiladse kündigte an, die Opposition werde geschlossen das neugewählte Parlament boykottieren. Einzelne Parteiführer lehnten dies aber ab.
In ersten Reaktionen auf den Wahlausgang begrüßten verschiedene Länder, unter anderem auch der Sprecher des Auswärtigen Amts und EU-Kommissar für Außen- und Sicherheitspolitik Javier Solana die weitgehend gewaltfrei und im Großen und Ganzen ohne größere Unregelmäßigkeiten abgelaufene Wahl.

## Die offiziellen Ergebnisse

Sitzverteilung im neu gewählten georgischen Parlament.

Die zentrale Wahlkommission Georgiens gab am 5. Juni die offiziellen Endergebnisse bekannt.
 Die Wahlbeteiligung lag bei 53,9 %, 56.099 Stimmen waren ungültig. Es galt eine 5 %-Sperrklausel. In 71 von 75 Wahlkreisen errang die Partei von Saakaschwili die Mehrheit der Stimmen. In den Wahlkreisen Zageri und Qasbegi (Stepanzminda) waren Kandidaten der Republikanischen Partei, die aber mit 3,8 % landesweit nicht die 5-Prozent-Hürde überspringen konnte, erfolgreich. Auch in 8 von 10 Wahlkreisen der Hauptstadt Tiflis, in der etwa ein Viertel aller Georgier lebt, erhielt die Partei von Saakaschwili die meisten Stimmen. In zwei Wahlkreisen von Tiflis (Wake and Didube) war das 9-Parteien-Oppositionsbündnis erfolgreich. Verglichen zum Landesdurchschnitt erhielt das Oppositionsbündnis in Tiflis deutlich höhere Stimmenanteile.
| Parteien und Allianzen mit politischen Führern                                                                    | Wählerstimmen | %       | Wahlkreis- mandate | Sitze | %       |
| --- | ------------- | ------- | ------------------ | ----- | ------- |
| Vereinte Nationale Bewegung (Micheil Saakaschwili) ერთიანი ნაციონალური მოძრაობა                                   | 1.050.237     | 59,18 % | 71                 | 119   | 79,3 %  |
| Neun-Parteien-Oppositionsbündnis (Lewan Gatschetschiladse) გაერთიანებული ოპოზიცია (ეროვნული საბჭო, მემარჯვენეები) | 314.668       | 17,73 % | 2                  | 17    | 11,3 %  |
| Christdemokraten (Giorgi Targamadse) გიორგი თარგამაძე – ქრისტიან-დემოკრატები                                      | 153.634       | 8,66 %  | 0                  | 6     | 4,0 %   |
| Georgische Arbeiterpartei (Schalwa Natelaschwili) შალვა ნათელაშვილი – საქართველოს ლეიბორისტული პარტია             | 132.092       | 7,44 %  | 0                  | 6     | 4,0 %   |
| Republikanische Partei Georgiens (Dawit Ussupaschwili) საქართველოს რესპუბლიკური პარტია                            | 67.037        | 3,78 %  | 2                  | 2     | 1,3 %   |
| Wahlblock "Allianz für das Recht" მემარჯვენე ალიანსი, თოფაძე–მრეწველები (მ.გ.ს., ერთობა, ე.დ.პ.)                  | 15.839        | 0,93 %  | 0                  | 0     | -       |
| Christlich-Demokratische Allianz ქრისტიანულ-დემოკრატიული ალიანსი (ქდა)                                            | 15.852        | 0,89 %  | 0                  | 0     | -       |
| Politische Bürgerunion ქართული პოლიტიკა                                                                           | 8.231         | 0,46 %  | 0                  | 0     | -       |
| Wahlblock georgische Traditionalisten und Frauenpartei ტრადიციონალისტები – ჩვენი საქართველო და ქალთა პარტია       | 7.880         | 0,44 %  | 0                  | 0     | -       |
| Politische Union georgischer Sportler საქართველოს სპორტსმენთა კავშირი                                             | 3.308         | 0,19 %  | 0                  | 0     | -       |
| Nationale radikaldemokratische Partei ganz Georgiens სრულიად საქართველოს რადიკალ-დემოკრატთა ნაციონალური პარტია    | 3.180         | 0,18 %  | 0                  | 0     | -       |
| Partei "Unser Georgien" ჩვენი ქვეყანა                                                                             | 2.101         | 0,12 %  | 0                  | 0     | -       |
| Gesamt | 1.850.407     | 100,0 % | 75                 | 150   | 100,0 % |

## Die Stimmenanteile nach Wahlbezirken
Die folgenden Karten zeigen die Wählerstimmen der vier größten Parteien in den einzelnen Wahlbezirken.

Stimmenanteile von Saakaschwilis Vereinter Nationaler Bewegung. Die höchsten Stimmenanteile erzielte Saakaschwilis Partei in den südlichen (vor allem Samzche-Dschawachetien) und mittleren Landesteilen, die niedrigsten in der Hauptstadt Tiflis.>30–40 % >40–50 % >50–60 % >60–70 % >70–80 % >80–90 % >90 %
Stimmenanteile des Neun-Parteien-Oppositionsbündnisses unter Lewan Gatschetschiladse. Die höchsten Stimmenanteile für das Oppositionsbündnis gab es in Tiflis und im Westen des Landes.
Stimmenanteile der Arbeiterpartei unter Schalwa Natelaschwili. Die Arbeiterpartei hat ihre Schwerpunkte in Tiflis und im Nordosten (Mzcheta-Mtianeti) des Landes.
Stimmenanteile der Christdemokraten unter Giorgi Targamadse. Die Christdemokraten erzielten die höchsten Stimmenanteile in den westlichen Landesteilen (Imeretien, Gurien, Adscharien).

- Stimmenanteile des Neun-Parteien-Oppositionsbündnisses unter Lewan Gatschetschiladse. Die höchsten Stimmenanteile für das Oppositionsbündnis gab es in Tiflis und im Westen des Landes.0–10 %
>10–20 %
>20–30 %
>30–40 %
>40–50 %
- Stimmenanteile der Arbeiterpartei unter Schalwa Natelaschwili. Die Arbeiterpartei hat ihre Schwerpunkte in Tiflis und im Nordosten (Mzcheta-Mtianeti) des Landes.0–5 %
>5–10 %
>10–15 %
>15–20 %
>20–25 %
>25–30 %
- Stimmenanteile der Christdemokraten unter Giorgi Targamadse. Die Christdemokraten erzielten die höchsten Stimmenanteile in den westlichen Landesteilen (Imeretien, Gurien, Adscharien).0–5 %
>5–10 %
>10–15 %
>15–20 %
>20–25 %

## Nach der Wahl, Konstituierung des neuen Parlaments
Am 13. Juni 2008 erklärten zwölf gewählte Oppositionspolitiker, unter ihnen Lewan Gatschetschiladse, dass sie aus Protest gegen die Unregelmäßigkeiten bei der Wahl ihre Parlamentsmandate nicht wahrnehmen würden. Unter den 12 gewählten Abgeordneten waren auch die in den Tifliser Wahlkreisen Vake und Didube gewählten Davit Gamkrelidse und Davit Saganelidse, weswegen in diesen Wahlkreisen im Laufe des Jahres Nachwahlen abgehalten werden müssen. Fünf weitere der 17 gewählten Abgeordneten des Oppositionsbündnisses lehnten diese Totalopposition ab und äußerten, ihre Mandate wahrzunehmen.
Die Christdemokraten kündigten nach Gesprächen mit der Regierungspartei an, konstruktiv im neuen Parlament mitarbeiten zu wollen.